# Musca sensifera
Musca sensifera là một loài ruồi trong họ Tachinidae.